# Paraethria angustpennis
Paraethria angustpennis là một loài bướm đêm thuộc phân họ Arctiinae, họ Erebidae.